# Erik Lundqvist

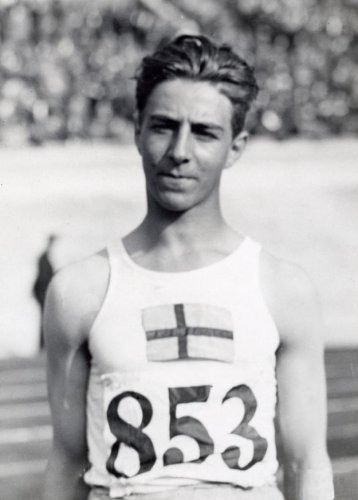
Erik Lundqvist, Amsterdam 1928

Erik Hjalmar Lundqvist (* 29. Juni 1908 in Grängesberg, Gemeinde Ludvika; † 7. Januar 1963 ebenda) war ein schwedischer Leichtathlet, der in den Jahren um 1930 als Speerwerfer aktiv war. Er übertraf als erster Speerwerfer die 70-Meter-Marke.

## Karriere
Bei den VIII. Olympischen Spielen 1928 in Amsterdam gewann er mit 66,60 m die Goldmedaille vor dem Ungarn Béla Szepes (65,26 m) und dem Norweger Olav Sunde (63,97 m).
Nachdem 1927 seine Bestleistung bei 62,70 m gelegen hatte, steigerte er sich im olympischen Jahr 1928 auf 71,01 m und verbesserte damit den Weltrekord des Finnen Eino Penttilä um mehr als einen Meter. Diese Leistung wurde als Weltrekord zwei Jahre später von dem Finnen Matti Järvinen überboten, der ihn auf 71,57 m verbesserte. Als schwedischer Landesrekord hatte er jedoch wesentlich länger Bestand: Erst 1936 verbesserte ihn Lennart Atterwall auf 71,72 m. Ebenfalls 1928 gewann Lundqvist mit 67,39 m seine einzige schwedische Meisterschaft. An den IX. Olympischen Spielen 1932 in Los Angeles nahm er nicht teil, war aber mit einer Leistung von 65,95 m noch auf Platz 10 der Weltjahresbestenliste zu finden.
Erik Lundqvist startete für den IFK Grängesberg.